# ストリームライン・モダン

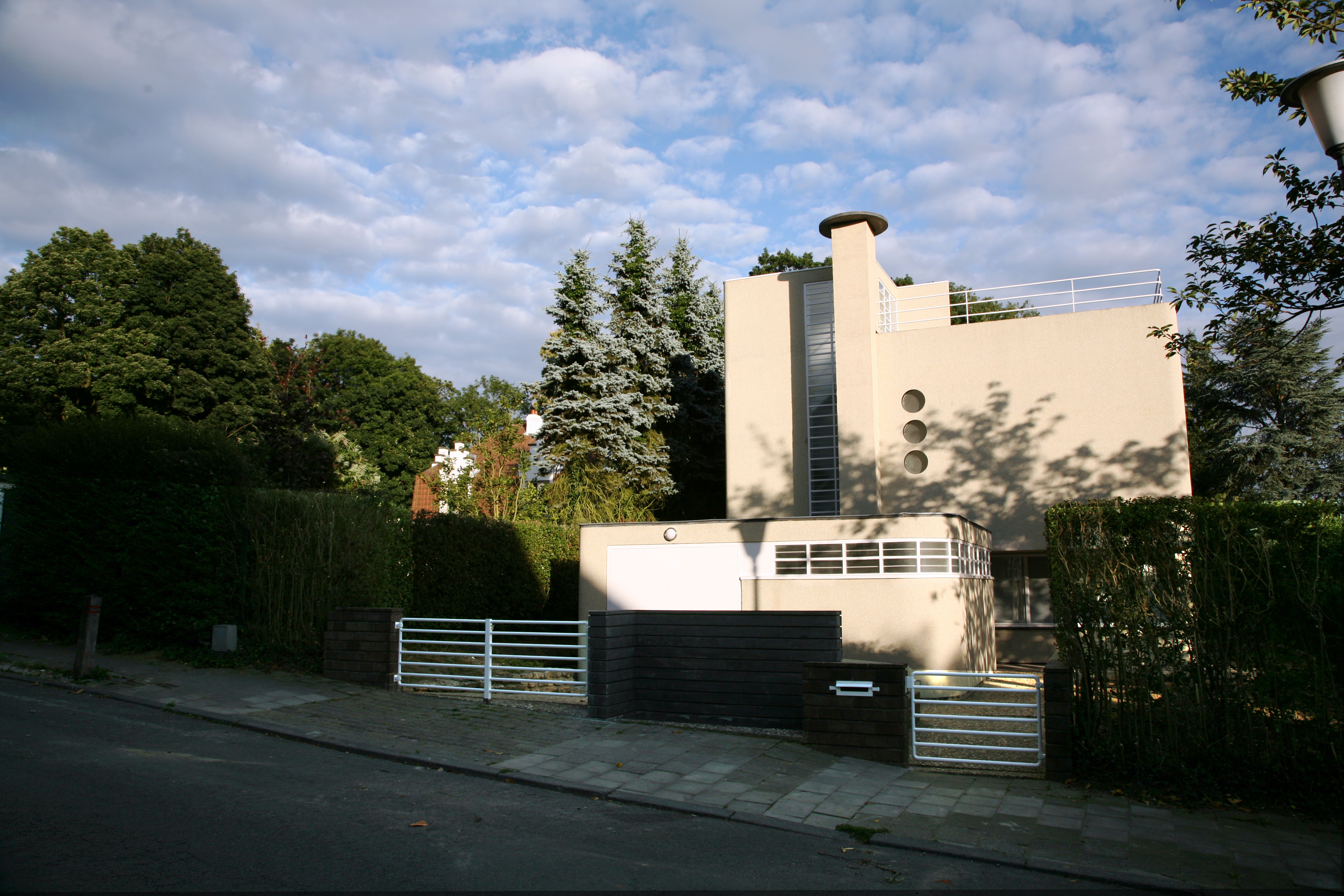
ベルトー・ハウス（ブリュッセル、1936年）

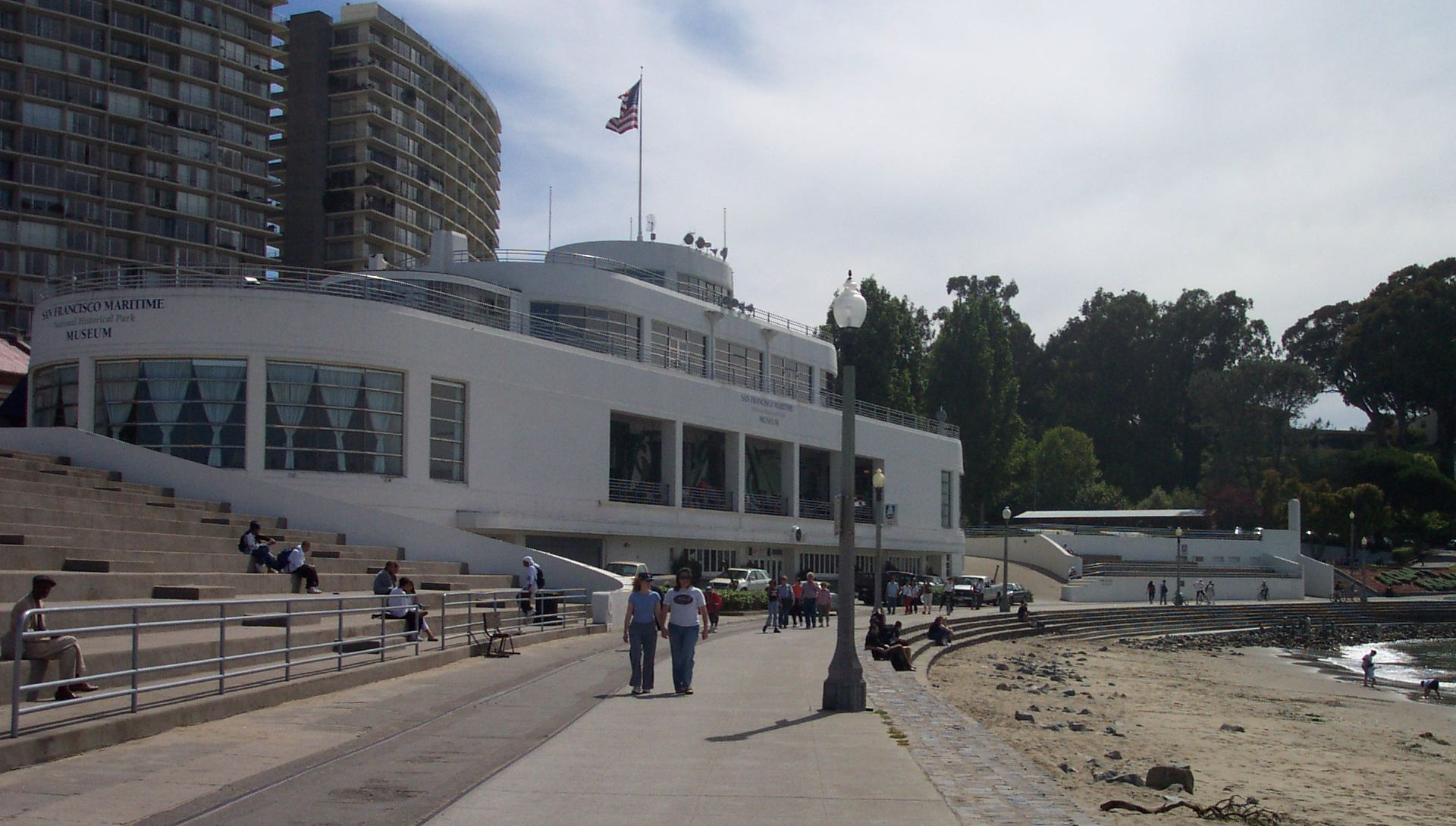
サンフランシスコ海洋博物館

ストリームライン・モダン（英: streamline moderne）とは、アメリカ合衆国フロリダ州を中心にアール・デコ様式から派生し流行した様式の一種（マイアミ・アールデコとも呼ばれる）。カーブした外形、長く延びた水平線、そして時には欄干や丸窓といった海事的な要素を強調したもの。絶頂期は1937年。
ストリームライン・モダン様式とは当初、電気照明を建築構造の中に取り込むことであった。豪華客船ノルマンディー号のファースト・クラスのダイニング・ルームに、内部から部屋を照らす12本のラリック・ガラス製高柱および38本の円柱が1933年から1935年にかけて内装された。1969年にヴィクトリア&アルバート博物館によって取り壊しを免れたストランド・パラス・ホテルのロビー（1930年）は、内部照明型建築ガラスを使用した初期のものの1つで、また同時に博物館によって保存された最初のストリームライン・モダンのインテリアだった。
ストリームライン・モダン様式の住宅は商業ビルほど一般的でないものの存在する。ハワード・ライデッカーが建てたロサンゼルスのライデッカー・ハウスがその例である。

## ストリームライン・モダンの著名な例

### 建築物

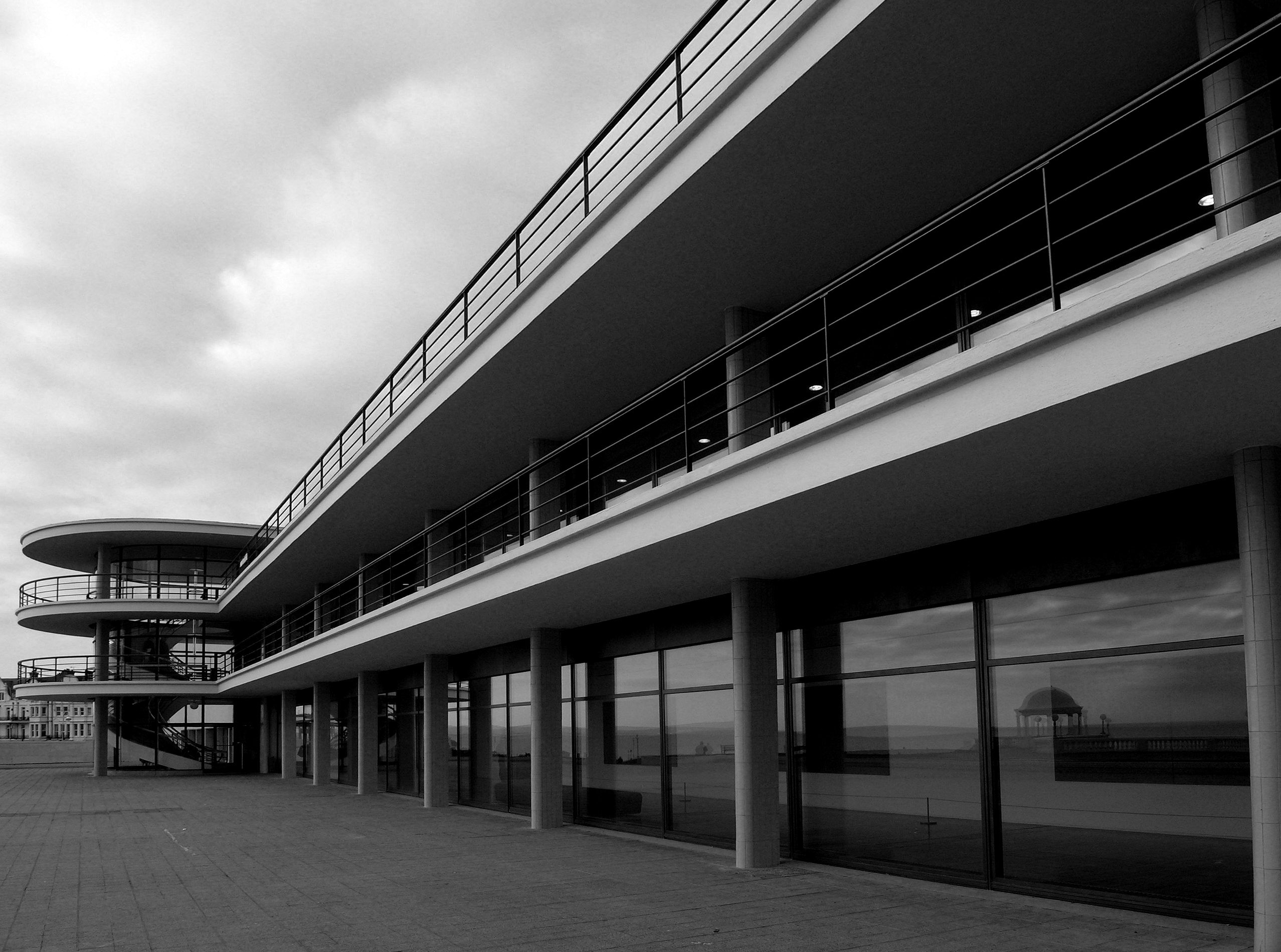
デ・ラ・ウェア・パビリオン（1935年）

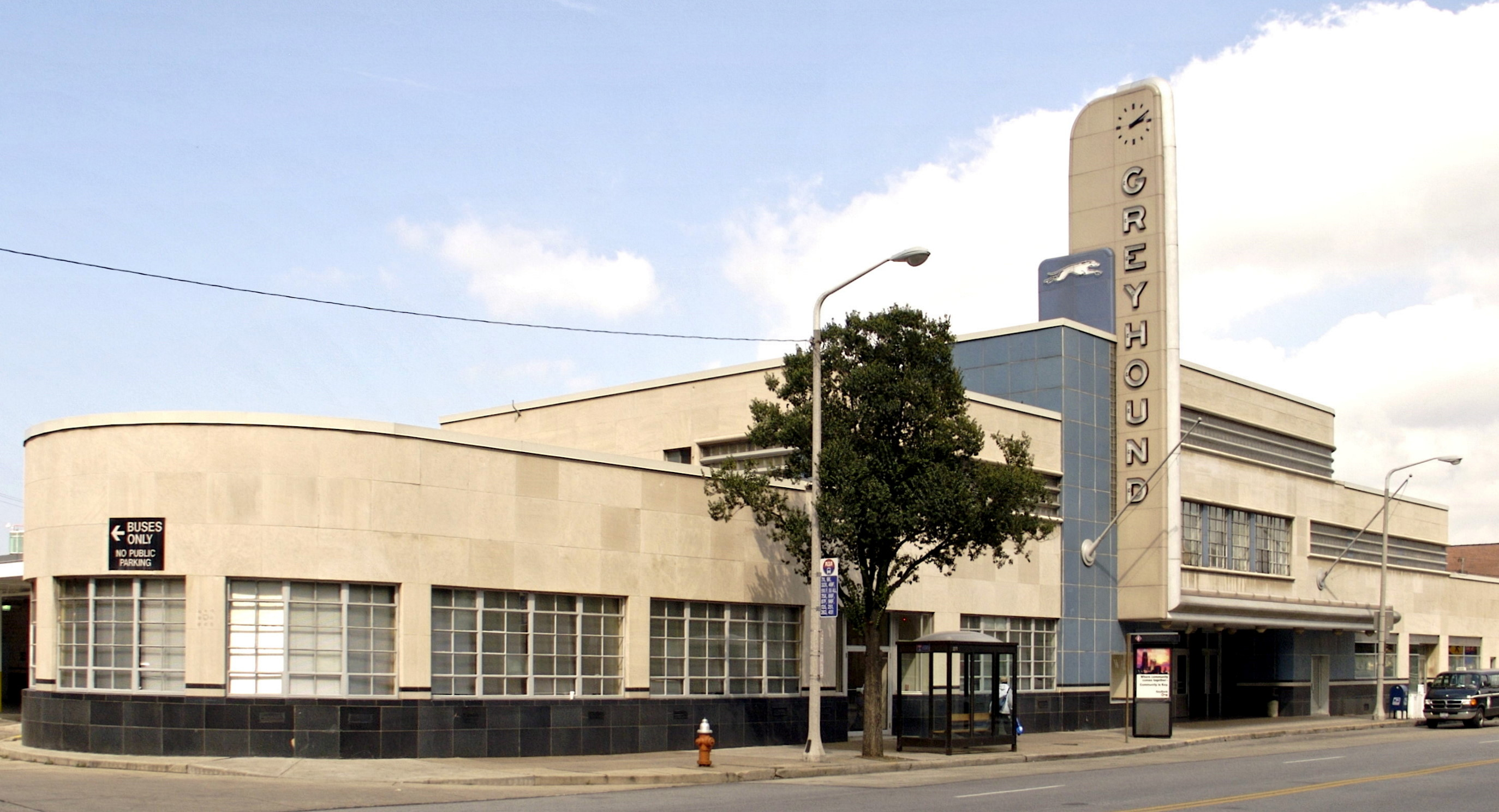
グレイハウンド・バスターミナル（オハイオ州クリーブランド・1948年）

- 1926年 - ロングビーチ空港のメイン・ターミナル（ロングビーチ）
- 1928年 - ロッキード ベガ
- 1930年 - ストランド・パラス・ホテル（Strand Palace Hotel）のロビー[2]（ロンドン）
- 1931年

カルリュー（The Carlu。別名Eaton's Seventh Floor）（トロント）
ネーピアの建築物 - 大地震後にアール・デコ/ストリームライン・モダン様式に再建された。
- 1933年

バーナム・ビーチス（Burnham Beeches）（オーストラリア、シャーブルック Sherbrooke）
マーレ・ノーマン・ビル（サンタモニカ）
ミッドランド・ホテル（Midland Hotel）（イングランド、モアカム Morecambe）
- 1935年

デ・ラ・ウェア・パビリオン（The De La Warr Pavilion）（イングランド、ベクスヒル Bexhill-on-Sea）
パン・パシフィック・オーディトリアム（Pan-Pacific Auditorium）（ロサンゼルス）
Edificio Internacional de Capitalización（メキシコシティ）
ランスダウン・ハウス（Lansdowne House）の内装（ロンドン）
- 1936年 - ミネアポリス・アーモリー（Minneapolis Armory）（ミネアポリス）
- 1937年

パリ万国博覧会のベルギー館
TAVスタジオ（Brenemen's Restaurant）（ハリウッド）
ミネルヴァ劇場（メトロ劇場）とミネルヴァ・ビル（オーストラリア、ポッツ・ポイント Potts Point）
ベイザー・ビル（サンフランシスコ海洋国立歴史公園 San Francisco Maritime National Historical Park）
バーナム・ホール（サンタモニカ） - 現サンタモニカ高校（Santa Monica High School）
湾仔街市（Wan Chai Market）（香港）
リバー・オーク・ショッピングセンター（ヒューストン）
- 1938年

マーク・ケッペル高校（Mark Keppel High School）（カリフォルニア州アルハンブラ Alhambra）
Normandie building（マル・デル・プラタ）
- 1939年

マリン・エア・ターミナル（Marine Air Terminal）（ニューヨーク）
ニューヨーク万国博覧会
カルドゾ・ホテル（マイアミビーチ Miami Beach）
- 1940年

ミシガン州アナーバーのグレイハウンド・バス・ステーション
ラスベガス・ユニオン・パシフィック・ステーション（ラスベガス）
- 1941年 - アバロン・ホテル[10]（マイアミビーチ）
- 1942年 - マーカンタイル・ナショナル銀行ビル（Mercantile National Bank Building）（ダラス）
- 1944年 - Huntridge Theater[11]（ラスベガス）
- 1946年 - ジェリー・ビル（Gerry Building）（ロサンゼルス）
- 1947年 - シアーズ・ビル[12]（サンタモニカ）
- 1948年 - オハイオ州クリーブランドのグレイハウンド・バス・ステーション（Greyhound Bus Station）
- 1949年 - スー・メモリアル・ガーデンズ（Sault Memorial Gardens）（カナダ、スーセントマリー）

### 輸送用機械

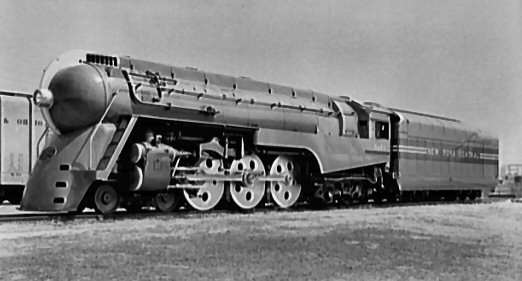
20世紀特急（NYCハドソン機関車）

- 1934年 - クライスラー・エアフロー（Chrysler Airflow）最初に大量生産されたストリームライン（流線型）の自動車。
- 1935年 - ヒンデンブルク号（ツェッペリン飛行船）
- 1941年 - エレクトロライナー

## 影響

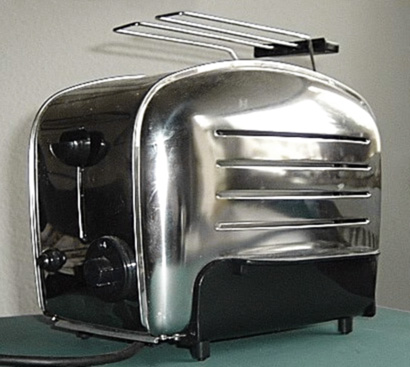
ストリームライン・モダンのトースター

### 工業デザイン
ストリームライン・モダンは、アルミニウムやフェノール樹脂などの物質科学発展の成果を使用し、電気時計、ミシン、小型ラジオ受信機、掃除機といった電化製品にも応用された。

#### 電化製品
- 1933年 - ローソン社の「ゼファー」時計[13]
- 1940年 - Gabel Kuroジュークボックス

### 映画
- 1937年 - 『失はれた地平線』（フランク・キャプラ監督）に描かれたシャングリラの建築群。
- 1939年 - 『オズの魔法使い』に登場する「エメラルドの都」のデザイン。